# 39184 Willgrundy
39184 Willgrundy este un asteroid din centura principală de asteroizi.

## Descriere
39184 Willgrundy este un asteroid din centura principală de asteroizi. A fost descoperit pe 24 noiembrie 2000 la Stația Anderson Mesa în cadrul programului LONEOS. Asteroidul prezintă o orbită caracterizată de o semiaxă mare de 2,77 ua, o excentricitate de 0,06 și o înclinație de 4,3° în raport cu ecliptica.